# Blok radničkih klubova u Zagrebu
Blok radničkih klubova u Zagrebu bila je organizacija zagrebačkih radničkih sportskih klubova koja je djelovala od 1926. do 1928. 
Organizirao je nogometne novogodišnje turnire između članova Bloka: Amateur, Grafika (kasnije Grafičar), Konobarski ŠK Sloga, Prvi pekarski ŠK, Zagreb i Željezničar. Najuspješniji klub bila je Grafika/Grafičar s dva osvojena naslova. 
Osim nogometnih turnira, organizirana su kulturno-umjetnička događanja, zabave i izlete.
Predsjednik Bloka bio je Milan Milanović.

## Povijest
Prethodnik Bloka bio je sedmeročlani Kartel radničkih klubova u Zagrebu osnovan 1924.
Blok radničkih klubova u Zagrebu nastao je 1926. na inicijativu Milana Milanovića nakon održavanja Prvog radničkog športskog turnira nogometnih klubova u Zagrebu. Zabranjen je u listopadu 1928. Prije zabrane članstvo se svelo na tri kluba: Konobarski ŠK Sloga i Željezničar napustili su Blok, a Amateur je ugasilo redarstvo.

## Turniri

### 1926.
Prvi radnički športski turnir nogometnih klubova u Zagrebu održan je od 1. i 3. siječnja 1926. Natjecanje je organizirao Amateur koji je u finalu izgubio 3:2 od Grafike.

#### Sudionici
- Amateur
- Grafika
- Konobarski ŠK Sloga
- Prvi pekarski ŠK
- Željezničar

#### Utakmice

##### 1. siječnja
Dana 1. siječnja 1926. održan je eliminacijski turnir. Sudjelovali su svi sudionici osim Željezničara.
|  | Polufinale          | Polufinale |   |  | Finale  | Finale |  |
|  |                     |            |   |  |         |        |  |
|  |                     |            |   |  |         |        |  |
|  | Grafika             | 2          |   |  |         |        |  |
|  | Prvi pekarski ŠK    | 0          |   |  |         |        |  |
|  |                     |            |   |  |         |        |  |
|  |                     |            |   |  |         |        |  |
|  |                     |            |   |  | Grafika | 3      |  |
|  |                     | Amateur    | 2 |  |         |        |  |
|  |                     |            |   |  |         |        |  |
|  |                     |            |   |  |         |        |  |
|  |                     |            |   |  |         |        |  |
|  |                     |            |   |  |         |        |  |
|  | Amateur             | 3          |   |  |         |        |  |
|  | Konobarski ŠK Sloga | 0          |   |  |         |        |  |

##### 3. siječnja
Dana 3. siječnja 1926. održan je susret poraženih polufinalista, a zatim susret između Željezničara i miješane momčadi sastavljene od igrača klubova sudionika turnira.
- Prvi pekarski ŠK – Konobarski ŠK Sloga 4:1
- Željezničar – Miješana momčad 5:1

### 1927.
Drugi turnir Bloka radničkih klubova održan je 1. i 2. siječnja 1927. Bilo je to prvo izdanje koje je organizirao Blok. Grafika je u međuvremenu promijenila ime u Grafičar. U finalu je Grafičar pobijedio Amateur 6:3.

#### Sudionici
- Amateur
- Grafičar
- Konobarski ŠK Sloga
- Prvi pekarski ŠK
- Zagreb
- Željezničar

#### Utakmice

##### 1. siječnja
- Amateur – Zagreb 3:0
- Grafičar – Željezničar 4:1
- Prvi pekarski ŠK – Konobarski ŠK Sloga 4:2

##### 2. siječnja
- Zagreb – Konobarski ŠK Sloga 8:0
- Amateur – Prvi pekarski ŠK 4:1
- Grafičar – Amateur 6:3

### 1928.
Treći turnir Bloka radničkih klubova bilo je posljednje izdanje turnira. Održano je od 1. do 10. siječnja 1928. U finalu je Željezničar dobio Grafičara 9:0.

#### Sudionici
- Amateur
- Grafičar
- Konobarski ŠK Sloga
- Prvi pekarski ŠK
- Zagreb
- Željezničar

##### 1. siječnja
Utakmice su odigrane na snijegu.
- Prvi pekarski ŠK – Zagreb 10:4 (produžetci), nakon regularnog dijela bilo je 4:4.
- Grafičar – Amateur 5:2
- Željezničar – Konobarski ŠK Sloga 4:0

#### 6. siječnja
- Željezničar – Prvi pekarski ŠK 10:0

#### 8. siječnja
- Amateur – Zagreb 2:1
- Željezničar – Grafičar – 9:0